# Apicia fusilinea
Apicia fusilinea är en fjärilsart som beskrevs av W. Warren 1907. Apicia fusilinea ingår i släktet Apicia och familjen mätare. Inga underarter finns listade i Catalogue of Life.